# Педро Гарсія Баррос
Педро Гарсія Баррос (ісп. Pedro García Barros, нар. 3 квітня 1946) — чилійський футболіст, що грав на позиції півзахисника, нападника. По завершенні ігрової кар'єри — тренер.

## Клубна кар'єра
У дорослому футболі дебютував 1965 року виступами за команду «Грін Кросс». Наступного року перейшов до команди «Уніон Еспаньйола», за який відіграв наступні п'ять сезонів своєї ігрової кар'єри.
1971 року уклав контракт з клубом «Коло-Коло», у якому провів два роки, здобувши 1972 року титул чемпіона Чилі. 
У 1973 році встиг пограти за «О'Хіггінс» та мексиканський «УНАМ Пумас», а завершував ігрову кар'єру в команді «Депортес Ла-Серена», за яку виступав протягом 1974—1975 років.

## Виступи за збірну
1967 провів свою єдину офіційну гру у складі національної збірної Чилі.

## Кар'єра тренера
Розпочав тренерську кар'єру невдовзі по завершенні кар'єри гравця, 1978 року, очоливши тренерський штаб клубу «Уніон Еспаньйола». Згодом по одному сезону провів у «Сан-Маркос де Аріка» і «Депортес Консепсьйон», після чого 1981 року був призначений головним тренером «Коло-Коло». Тренував цю команду із Сантьяго п'ять років, протягом яких двічі, у 1981 і 1983 роках, приводив її до перемоги у футбольній першості Чилі.
1986 року працював в Еквадорі з командою «Філанбанко», після чого протягом 1987–1991 років працював з мексиканськими «Леоном», «Пуеблою» і «Монтерреєм».
Протягом 1990-х років тренував ще декілька чилійських і мексиканських клубних команд, а 2001 року очолив національну збірну Чилі. Керував її діями на тогорічному Кубку Америки в Колумбії, де чилійці припинили боротьбу на стадії чвертьфіналів, поступившись 0:2 запрошеній команді, збірній Мексики.
Останнім місцем роботи тренера був клуб «Уачіпато», команду якого він очолював протягом 2009 року.

## Титули і досягнення

### Як гравця
- Чемпіон Чилі (1):

«Коло-Коло»: 1972

### Як тренера
- Чемпіон Чилі (2):

«Коло-Коло»: 1981, 1983
- Володар Кубка Чилі (3):

«Коло-Коло»: 1981, 1982, 1985